# Washington Open 2024
Il Washington Open 2024, ufficialmente Mubadala Citi DC Open 2024 per motivi di sponsorizzazione, è stato un torneo di tennis giocato sul cemento. È stata la 55ª edizione del torneo maschile, facente parte della categoria ATP Tour 500 nell'ambito dell'ATP Tour 2024 e la 12ª edizione del torneo femminile, facente parte della categoria WTA 500 nell'ambito del WTA Tour 2024. Entrambi i tornei si sono giocati al William H.G. FitzGerald Tennis Center di Washington, negli Stati Uniti, dal 29 luglio al 4 agosto 2024.

## Partecipanti ATP

### Teste di serie
| Nazionalità | Giocatore                   | Ranking* | Testa di serie |
| ----------- | --------------------------- | -------- | -------------- |
|             | Andrej Rublëv               | 9        | 1              |
| Stati Uniti | Ben Shelton                 | 14       | 2              |
|             | Karen Chačanov              | 22       | 3              |
| Stati Uniti | Sebastian Korda             | 23       | 4              |
| Stati Uniti | Frances Tiafoe              | 29       | 5              |
| Francia     | Adrian Mannarino            | 32       | 6              |
| Australia   | Jordan Thompson             | 41       | 7              |
| Spagna      | Alejandro Davidovich Fokina | 43       | 8              |
| Francia     | Giovanni Mpetshi Perricard  | 47       | 9              |
| Italia      | Flavio Cobolli              | 48       | 10             |
| Spagna      | Roberto Carballés Baena     | 51       | 11             |
| Serbia      | Miomir Kecmanović           | 52       | 12             |
| Stati Uniti | Brandon Nakashima           | 55       | 13             |
| Australia   | Aleksandar Vukic            | 60       | 14             |
| Stati Uniti | Alex Michelsen              | 61       | 15             |
| Francia     | Arthur Rinderknech          | 64       | 16             |

* Ranking al 22 luglio 2024.

### Altri partecipanti
I seguenti giocatori hanno ricevuto una wildcard per il tabellone principale:
- Alejandro Davidovich Fokina
- Reilly Opelka
- Andrej Rublëv
- Denis Shapovalov
- Jeffrey John Wolf

I seguenti giocatori sono passati dalle qualificazioni:

- Maxime Cressy
- Hong Seong-chan
- Mitchell Krueger
- Radu Albot
- Mattia Bellucci
- Elias Ymer

Il seguente giocatore è entrato in tabellone come lucky loser:
- Zachary Svajda

### Ritiri
Prima del torneo
- Federico Coria → sostituito da  Zachary Svajda
- Tarō Daniel → sostituito da  Adam Walton
- Grigor Dimitrov → sostituito da  Cristian Garín
- Constant Lestienne → sostituito da  Harold Mayot
- Maximilian Marterer → sostituito da  Luca Van Assche
- Pedro Martínez → sostituito da  Daniel Elahi Galán

## Partecipanti ATP doppio

### Teste di serie
| Nazionalità | Giocatore         | Nazionalità   | Giocatore         | Ranking* | Teste di serie |
| ----------- | ----------------- | ------------- | ----------------- | -------- | -------------- |
| Finlandia   | Harri Heliövaara  | Regno Unito   | Henry Patten      | 33       | 1              |
| Australia   | Max Purcell       | Australia     | Jordan Thompson   | 47       | 2              |
| Regno Unito | Jamie Murray      | Nuova Zelanda | Michael Venus     | 51       | 3              |
| Stati Uniti | Nathaniel Lammons | Stati Uniti   | Jackson Withrow   | 56       | 4              |
| Regno Unito | Lloyd Glasspool   | Messico       | Santiago González | 59       | 5              |
| Francia     | Sadio Doumbia     | Monaco        | Hugo Nys          | 69       | 6              |
| Regno Unito | Julian Cash       | Stati Uniti   | Robert Galloway   | 77       | 7              |
| Brasile     | Rafael Matos      | Brasile       | Marcelo Melo      | 78       | 8              |

* Ranking al 22 luglio 2024.

### Altri partecipanti
Le seguenti coppie di giocatori hanno ricevuto una wildcard per il tabellone principale: 
- Thanasi Kokkinakis /  Frances Tiafoe
- Sebastian Korda /  Alex Michelsen

La seguente coppia di giocatori è passata dalle qualificazioni:
- Diego Hidalgo /  John-Patrick Smith

La seguente coppia di giocatori è entrata in tabellone come lucky loser:
- Evan King /  Vasil Kirkov

### Ritiri
Prima del torneo
- Alexander Erler /  Lucas Miedler → sostituiti da  Alexander Erler /  Arthur Rinderknech
- Thanasi Kokkinakis /  Frances Tiafoe → sostituiti da  Evan King /  Vasil Kirkov

## Partecipanti WTA

### Teste di serie
| Nazionalità | Giocatrice               | Ranking* | Testa di serie |
| ----------- | ------------------------ | -------- | -------------- |
|             | Aryna Sabalenka          | 3        | 1              |
|             | Dar'ja Kasatkina         | 12       | 2              |
|             | Ljudmila Samsonova       | 13       | 3              |
| Tunisia     | Ons Jabeur               | 16       | 4              |
|             | Anna Kalinskaja          | 17       | 5              |
|             | Viktoryja Azaranka       | 20       | 6              |
|             | Anastasija Pavljučenkova | 33       | 7              |
| Belgio      | Elise Mertens            | 35       | 8              |
|             | Anastasija Potapova      | 41       | 9              |

* Ranking al 22 luglio 2024.

### Altre partecipanti
Le seguenti giocatrici hanno ricevuto una wild card per il tabellone principale:
- Paula Badosa
- Robin Montgomery
- Clervie Ngounoue
- Emma Raducanu

La seguente giocatrice è entrata in tabellone con il ranking protetto:
- Shelby Rogers

La seguente giocatrice è subentrata in tabellone come alternate:
- Taylor Townsend

Le seguenti giocatrici sono passate dalle qualificazioni:

- Amanda Anisimova
- Hailey Baptiste
- McCartney Kessler
- Kamilla Rachimova

### Ritiri
Prima del torneo
- Anna Kalinskaja → sostituita da  Taylor Townsend
- Madison Keys → sostituita da  Ashlyn Krueger
- Veronika Kudermetova → sostituita da  Wang Yafan
- Zhu Lin → sostituita da  Katie Volynets

## Partecipanti WTA doppio

### Teste di serie
| Nazionalità | Giocatrice     | Nazionalità | Giocatrice        | Ranking* | Teste di serie |
| ----------- | -------------- | ----------- | ----------------- | -------- | -------------- |
| Stati Uniti | Asia Muhammad  | Stati Uniti | Taylor Townsend   | 39       | 1              |
| Messico     | Giuliana Olmos |             | Aleksandra Panova | 65       | 2              |
| Norvegia    | Ulrikke Eikeri | Estonia     | Ingrid Neel       | 69       | 3              |
| Giappone    | Miyu Katō      | Indonesia   | Aldila Sutjiadi   | 74       | 4              |

*ranking al 22 luglio 2024.

### Altre partecipanti
Le seguenti coppie di giocatrici hanno ricevuto una wildcard per il tabellone principale:
- Eugenie Bouchard /  Sloane Stephens
- Robin Montgomery  /  Clervie Ngounoue

## Punti
| Evento              | V   | F   | SF  | QF  | 3T   | 2T   | 1T | Q    | Q2   | Q1   |
| Singolare maschile  | 500 | 330 | 200 | 100 | 50   | 25   | 0  | 16   | 8    | 0    |
| Doppio maschile     | 500 | 300 | 180 | 90  | N.D. | N.D. | 0  | 45   | 25   | 0    |
| Singolare femminile | 500 | 325 | 195 | 108 | N.D. | 60   | 1  | 25   | 13   | 1    |
| Doppio femminile    | 500 | 325 | 195 | 108 | N.D. | N.D. | 1  | N.D. | N.D. | N.D. |

## Montepremi
| Evento              | V         | F         | SF        | QF       | 3T       | 2T       | 1T      | Q2      | Q1      |
| Singolare maschile  | 368 585 $ | 196 580 $ | 101 975 $ | 53 240 $ | 28 055 $ | 15 360 $ | 8 190 $ | 4 300 $ | 2 455 $ |
| Doppio maschile*    | 129 010 $ | 68 800 $  | 34 810 $  | 17 410 $ | N.D.     | N.D.     | 9 010 $ | N.D.    | N.D.    |
| Singolare femminile | 142 000 $ | 87 655 $  | 51 204 $  | 26 955 $ | N.D.     | 13 710 $ | 9 830 $ | 8 060 $ | 4 835 $ |
| Doppio femminile*   | 47 390 $  | 28 720 $  | 16 430 $  | 8 510 $  | N.D.     | N.D.     | 5 140 $ | N.D.    | N.D.    |

* per team

## Campioni

### Singolare maschile
Sebastian Korda ha sconfitto in finale  Flavio Cobolli con il punteggio di 4-6, 6-2, 6-0.
- È il secondo titolo in carriera per Korda, il primo in stagione.

### Singolare femminile
Paula Badosa ha sconfitto in finale  Marie Bouzková con il punteggio di 6-1, 4-6, 6-4.
- È il quarto titolo in carriera per Badosa, il primo in stagione.

### Doppio maschile
Nathaniel Lammons /  Jackson Withrow hanno sconfitto in finale  Rafael Matos /  Marcelo Melo con il punteggio di 7-5, 6-3.

### Doppio femminile
Asia Muhammad /  Taylor Townsend hanno sconfitto in finale  Jiang Xinyu /  Wu Fang-hsien con il punteggio di 7-6(0), 6-3.